# Budelière
Budelière è un comune francese di 807 abitanti situato nel dipartimento della Creuse nella regione della Nuova Aquitania.

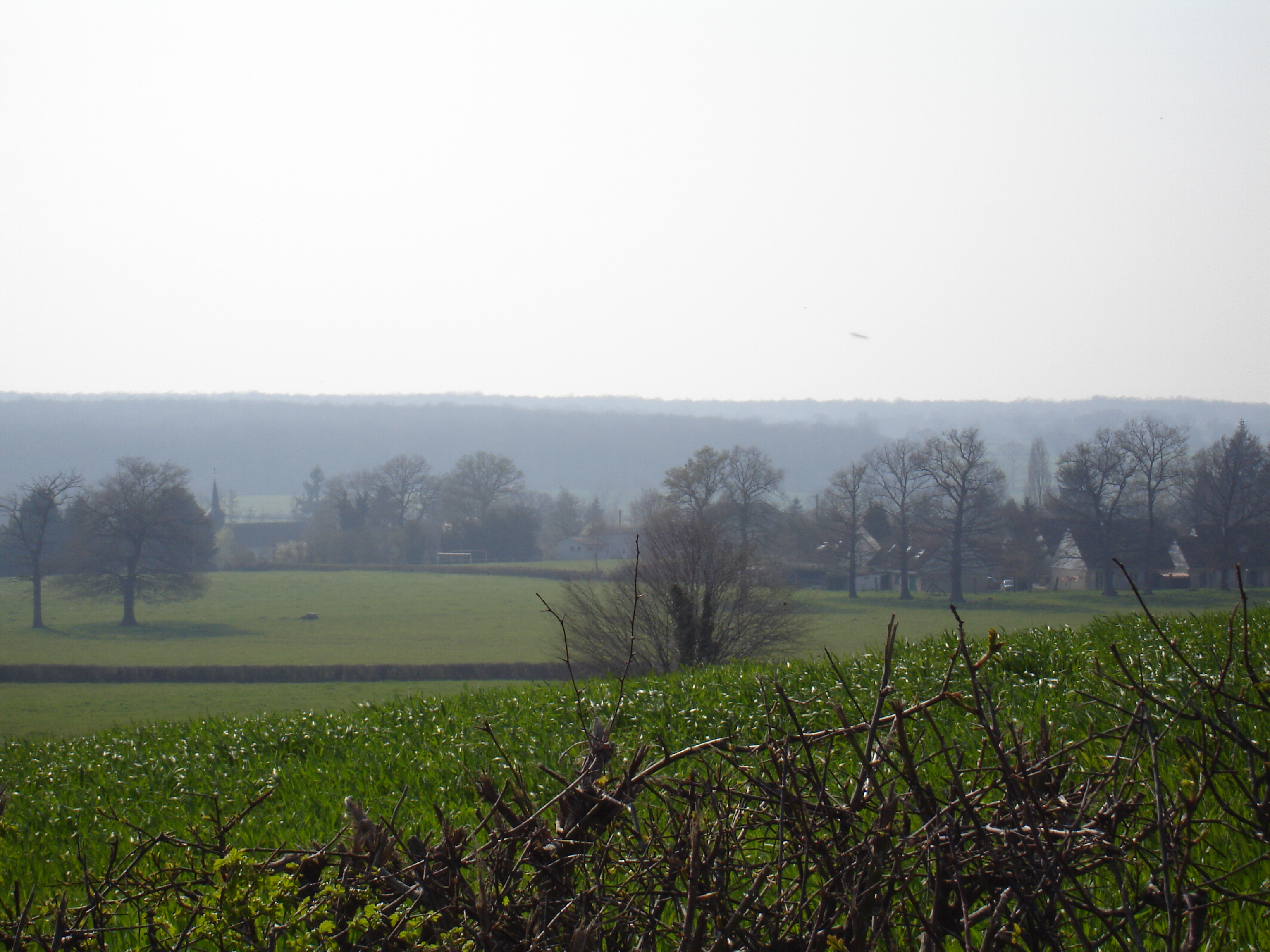
Budelière
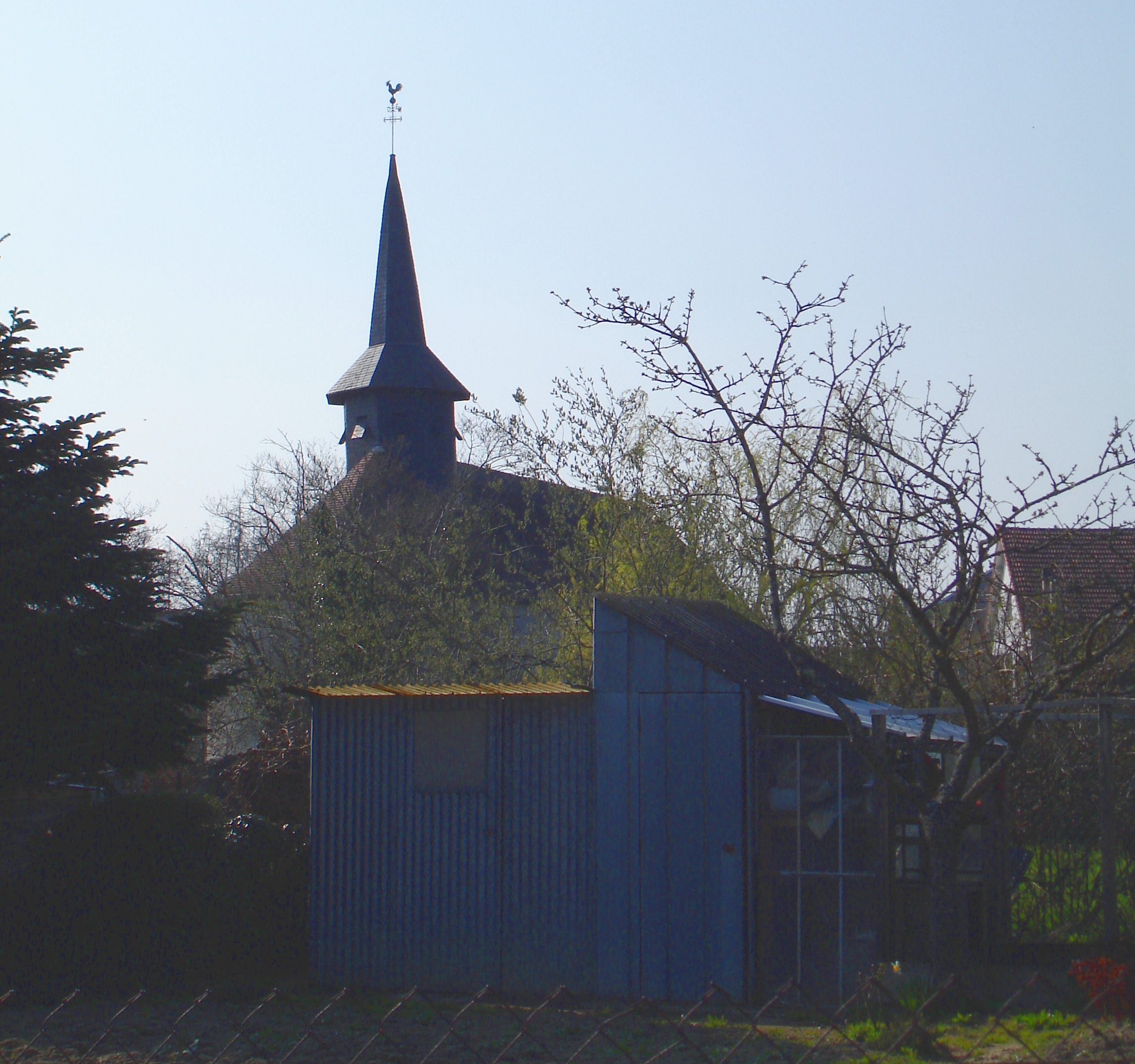
Chiesa

## Società

### Evoluzione demografica
Abitanti censiti